# Monochamus murinus
Monochamus murinus är en skalbaggsart som beskrevs av Charles Joseph Gahan 1888. Monochamus murinus ingår i släktet Monochamus och familjen långhorningar.
Artens utbredningsområde är Senegal. Inga underarter finns listade i Catalogue of Life.